# 2024 CONCACAF Wゴールドカップ
2024 CONCACAF Wゴールドカップ （英: 2024 CONCACAF W Gold Cup）は、このシーズンは、CONCACAF（北中米カリブ海サッカー連盟）の女子代表チームによる国際大会である女子ゴールドカップのフランチャイズが誕生したシーズンです。
この大会は2024年2月20日から3月10日まで、アメリカ合衆国で開催されました。CONMEBOL招待チーム4チームを含む12チームが参加しました。

## バックグラウンド
CONCACAF女子選手権は、この地域で初めて開催された女子代表チームのトーナメントでした。2000年大会では「女子ゴールドカップ」の名称が初めて使用されました。2002年大会と2006年大会も「女子ゴールドカップ」の名称が使用されましたが、これらは女子ワールドカップ予選に関連した大会でした。
新たに創設されたCONCACAF女子ゴールドカップは、2024年に単独の大会として初開催されました。2022年からは、女子ゴールドカップとCONCACAF女子選手権の2つの女子代表チームのトーナメントがこの地域で開催されます。